# 重庆日租界

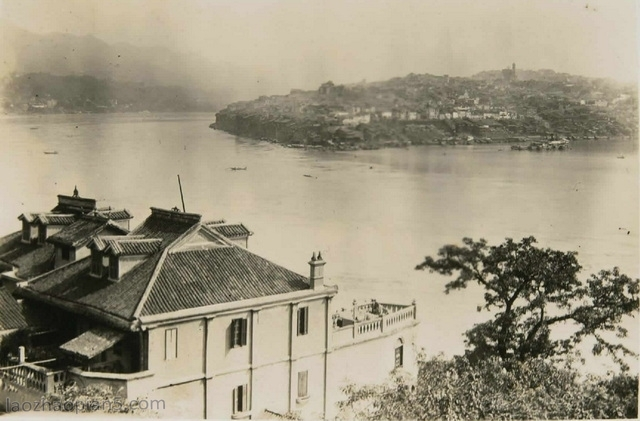
重慶日租界一景

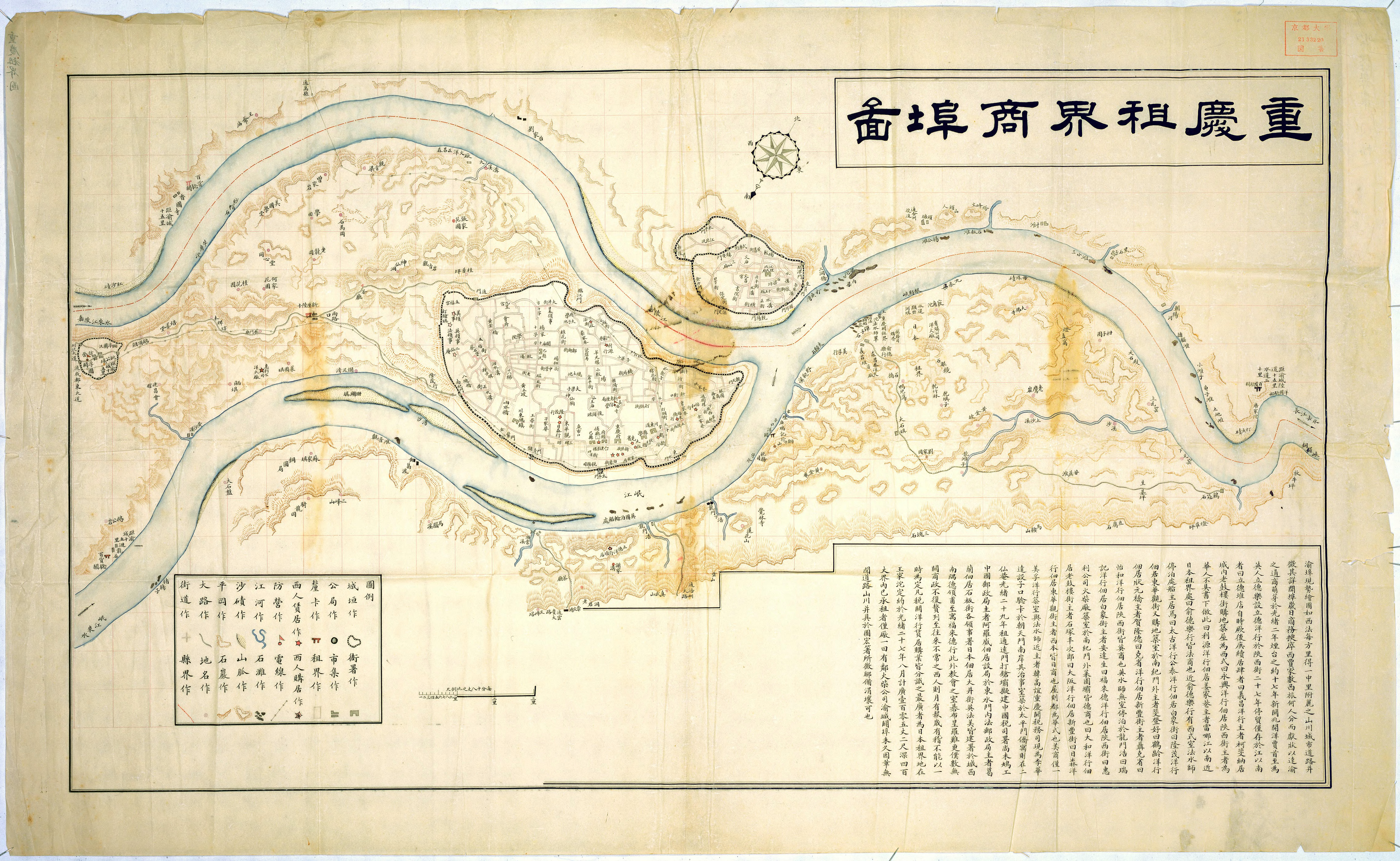
重慶租界商埠圖

重庆日租界，1895年中日《马关条约》签订不久，日本乘势向大清朝廷提出了在重庆设租界的要求。1896年2月，日本驻上海总领事珍田舍己为设租界事到重庆，向重庆地方政府索取某一地段作为日本租界。经过与大清政府数年的交涉，日本驻渝领事山畸桂与川东道寶棻于1901年9月24日正式签订了《重庆日本商民专界约书》22款。其第一款即明确规定：“重庆府城朝天门外南岸王家沱，设立日本专管租界。”期限30年。1931年9月24日届满，王家沱日租界被中华民国国民政府收回。